# Бутія (затока)

Затока Бутія

Бу́тія (англ. Gulf of Boothia) — затока Північного Льодовитого океану, омиває береги Канади. Довжина затоки становить 518 км, ширина в центральній частині — 275 км, на півночі — 130 км, на півдні — 145 км. Глибини до 200 м.
Затока знаходиться між материком Північна Америка (а саме півостровами Бутія, Сімпсон та Мелвілл) та островами Сомерсет на північному заході та Баффінова Земля на сході. На сході затока сполучається із затокою Фокс через протоку Ф'юрі-енд-Хекла, на півночі протокою Принс-Ріджент — з протокою Перрі, на заході протокою Белло — з протокою Піл.
Затока названа шотландським дослідником Джоном Россом, під час його другої експедиції у пошуках Північно-Західного морського шляху на честь бровара Фелікса Бута, що спонсорував його експедицію.
Води затоки цілий рік вкриті кригою. Лише у серпні, коли температура води підіймається до 1°С, ненадовго скресає.